# Поточка
Поточка — річка в Україні, в Обухівському районі Київської області. Ліва притока Росави (басейн Дніпра).

## Опис
Довжина річки 30 км, похил річки — 2,9 м/км. Площа басейну 174 км².

## Розташування
Бере початок на північному заході від села Яблунівка. Спочатку тече на південний захід через Кип'ячку, Кулешів. У селі Потік повертає на південний схід, тече через Козин і біля Ємчихи впадає у річку Росаву, ліву притоку Росі.
Притоки: Трубийлівка (права).